# Caixa registradora

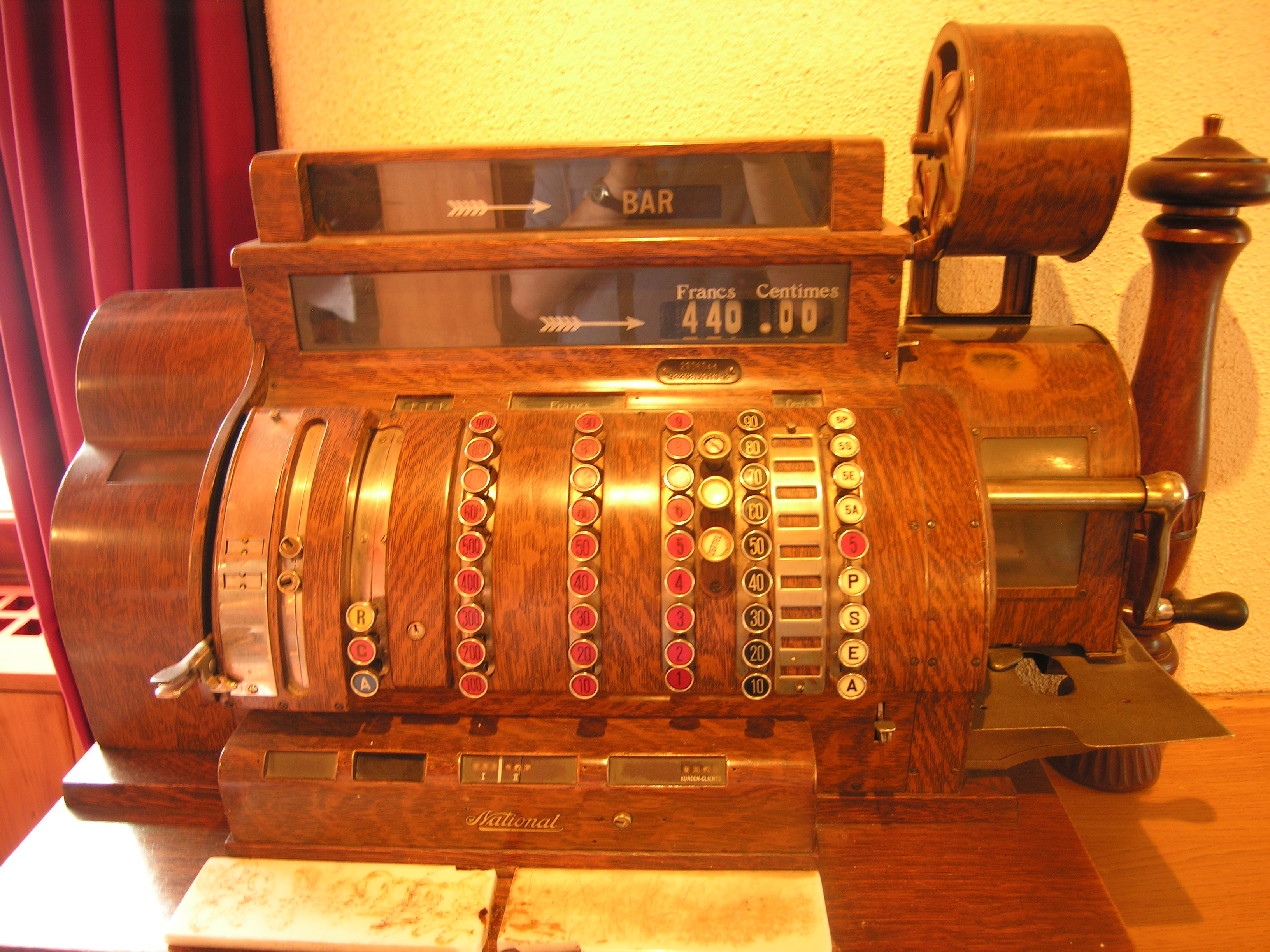
Antiga caixa registradora de manovella.

Una caixa registradora és un aparell mecànic o electrònic que permet calcular i registrar transaccions comercials, i inclou un calaix per guardar diners. En general, permet a més imprimir un rebut o factura per al client, segons les disposicions legals de cada país.

## Orígens

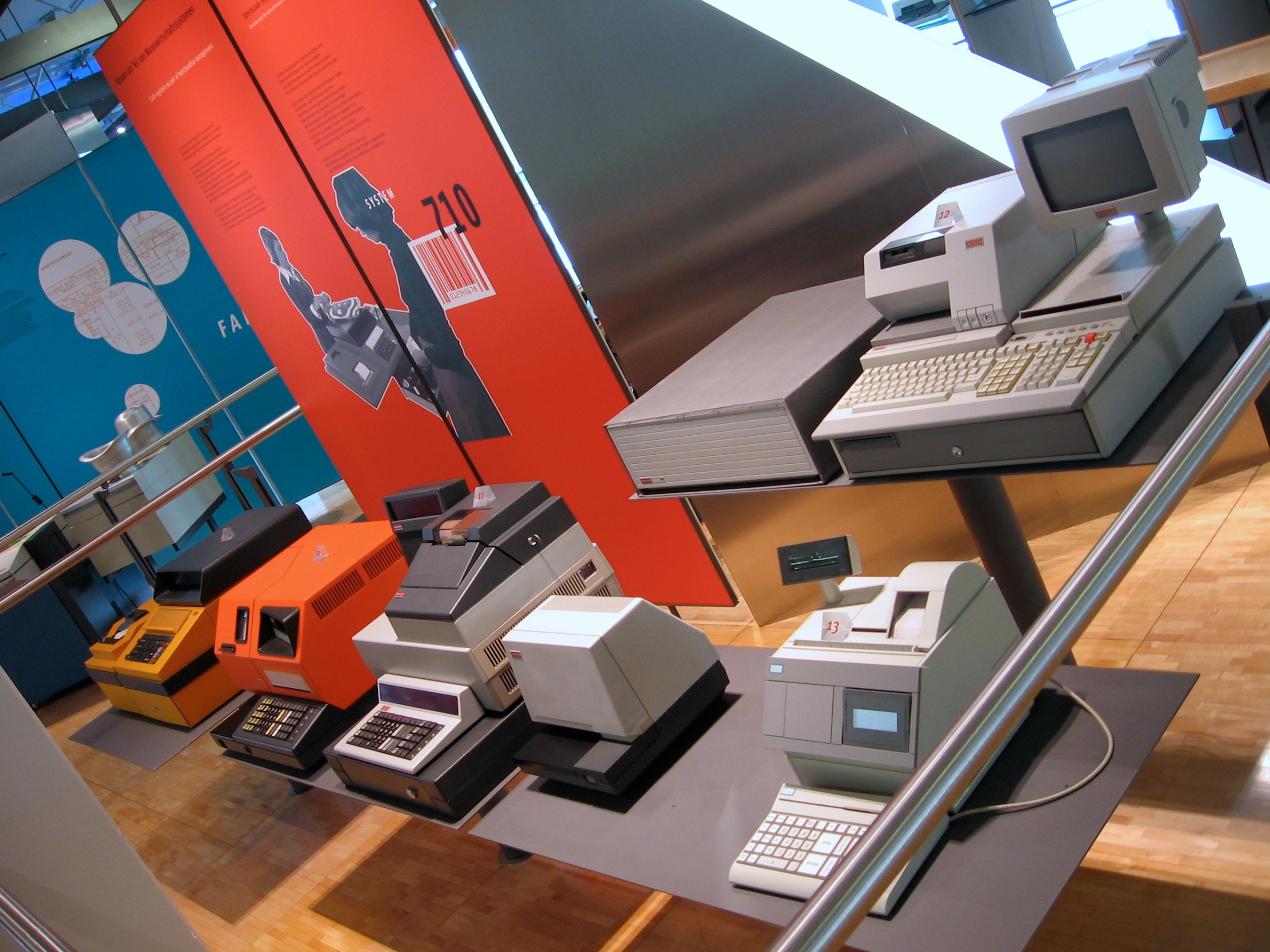
Diversos tipus de modernes caixes resgistradores.

La primera caixa registradora va ser inventada per James Ritty una vegada conclosa la Guerra Civil nord-americana. Era el propietari d'un saloon a Dayton, Ohio, Estats Units, i necessitava evitar que els seus empleats continuessin furtant els seus guanys. Va crear el model Ritty I l'any 1879, després d'observar una eina que explicava les revolucions del propulsor d'un vaixell a vapor. Amb l'ajuda del seu germà John, la va patentar en 1883.
Davant l'impossibilitat de dur dos negocis alhora va vendre tots els drets sobre el seu invent a Jacob H. Eckert de Cincinnati, un venedor de porcellana i cristalleria, que va fundar la National Manufacturing Company. L'any 1884 la va vendre a John H. Patterson, que la va rebatejar com National Cash Register (NCR) i va millorar la màquina incorporant un rotllo de paper per registrar les transaccions, creant per tant el tiquet o rebut.
El 1906, mentre treballava a NCR, Charles F. Kettering va dissenyar una caixa registradora amb motor elèctric.
Al Regne Unit s'utilitza el terme till per referir-se a les caixes registradores, en al·lusió a la seva utilitat com a «ordinador» de moneda.

## Funcionament
En la majoria dels casos el calaix per als diners solament pot obrir-se després d'una venda, excepte quan s'usa una clau especial. Al mateix temps, l'obertura del calaix genera un campaneig o so d'avís. Ambdues característiques han tingut l'objectiu de millorar les possibilitats de control per part de l'amo o encarregat del comerç, evitant els furts.

Les primeres caixes registradores eren enterament mecàniques i no lliuraven rebut. Amb el pas dels anys i el perfeccionament dels sistemes fiscals, els països han implementat la facturació obligatòria de les vendes, que es perfecciona amb el registre i lliurament d'un tiquet o factura, en general amb la finalitat tributària de recaptar l'Impost del valor afegir o altres impostos que gravin les vendes. 

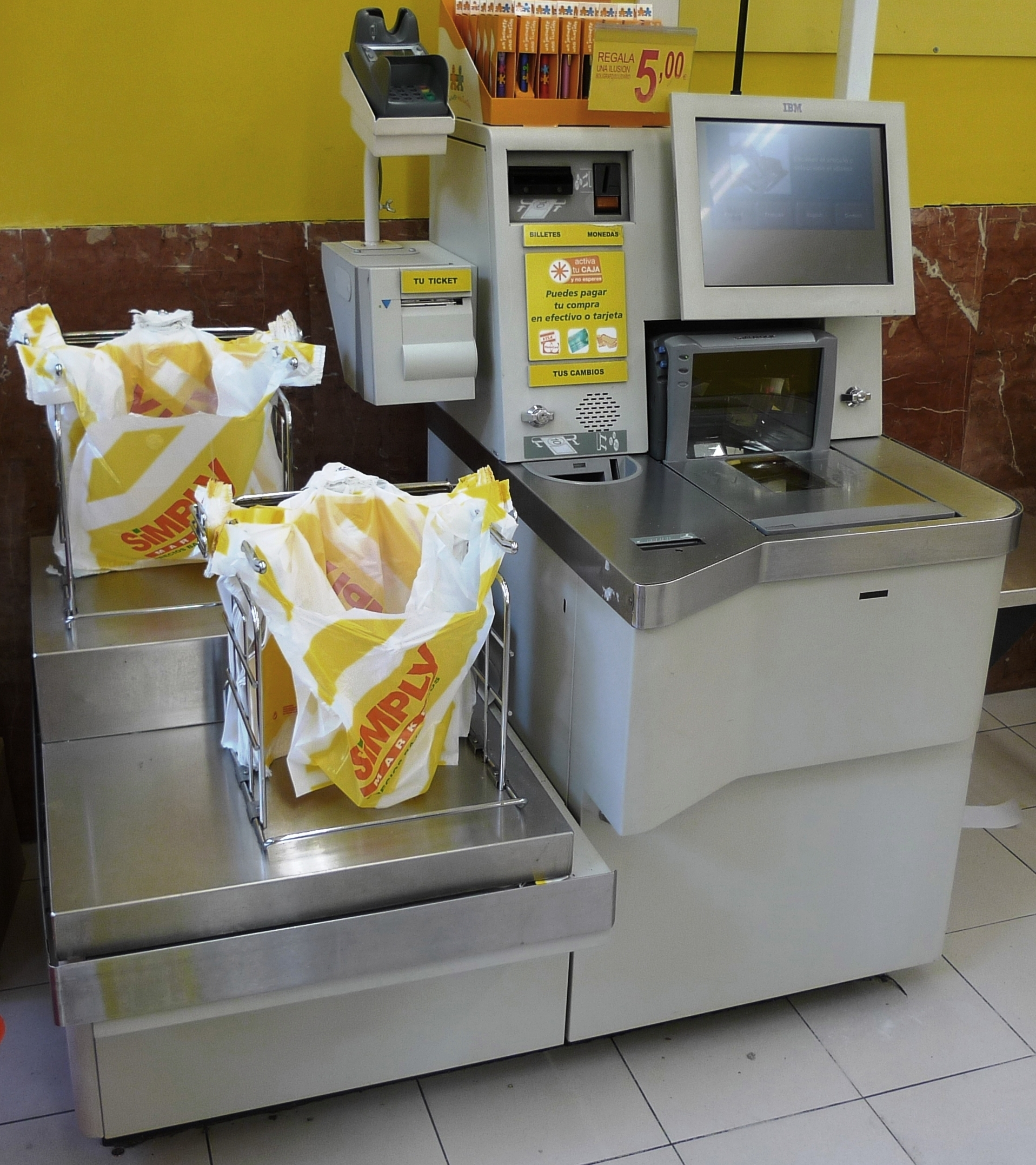
Caixa registrador autoservei o automàtica que integra al treballador -caixers o cobradors- com a les caixes registradores. En la fotografia una caixa autoservei en un supermercat Simply de Madrid. 2010.

### Registradores i computadores
Amb la difusió massiva de les computadores personals (PC) a partir de la dècada de 1990, va començar la utilització com a caixa registradora d'aquests aparells, amb la possibilitat d'agregar perifèrics per complir una varietat de funcions agregades, per exemple:
- Impressores per a impressió de rebuts o factures de diferents formats.
- Maneig d'estoc i comandes de compra majorista.
- Lectors de codi de barres.
- Treball en xarxa per a múltiples llocs de venda, gestió d'estoc, compres i vendes centralitzada.
- Lectora de targeta magnètica per a operacions de venda amb targeta de crèdit o dèbit.

Tot i que se segueixen utilitzant caixes registradores, en general de tipus electrònic, el comerç minorista utilitza massivament la computadora personal com a caixa registradora en la majoria dels països, complementada amb els perifèrics a dalt detallats i un calaix per a diners separats.

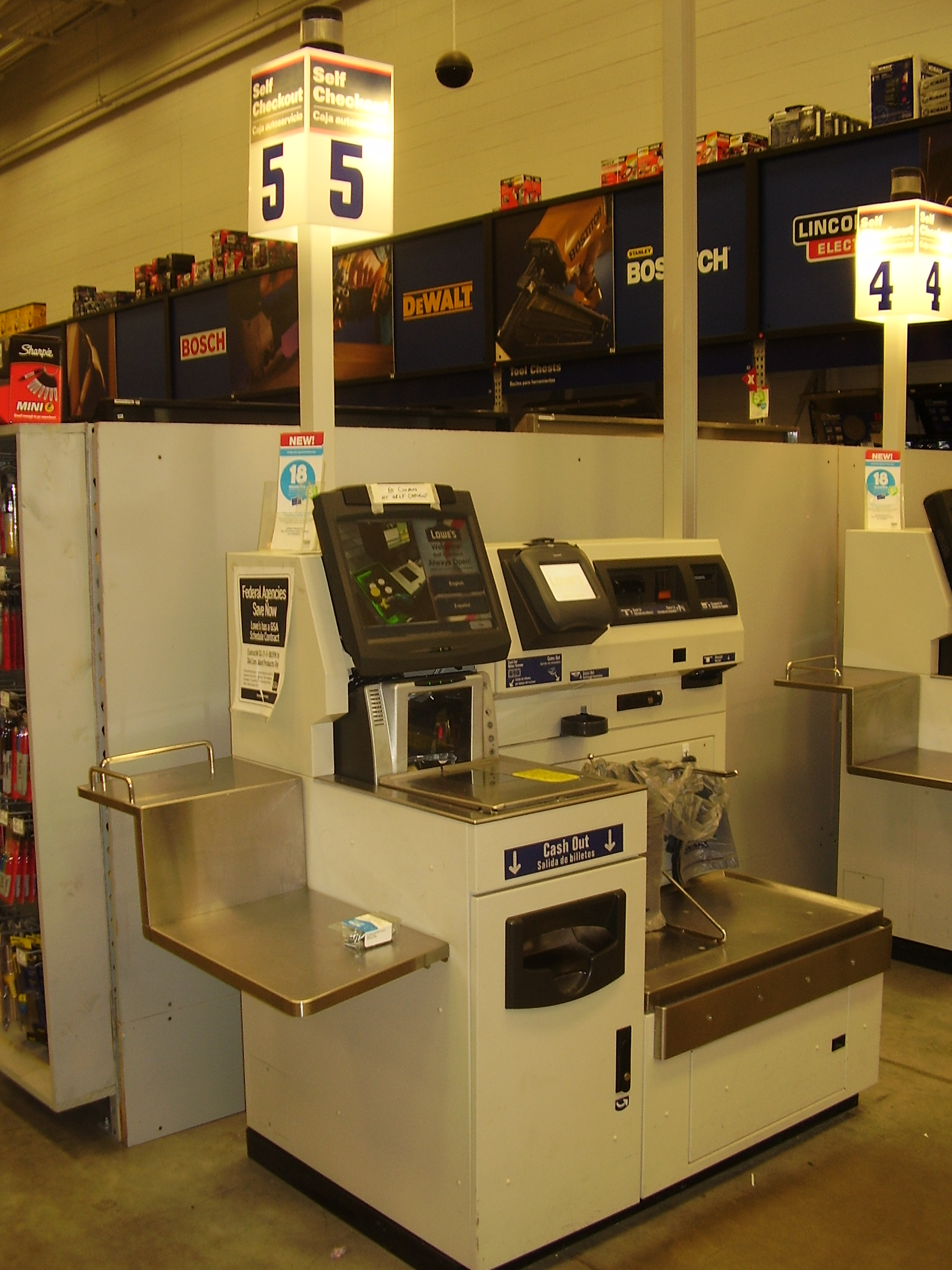
Caixa registradora autoservei d'una tenda de Lowe's, Houston, Texas, Estats Units

En les grans cadenes comercials, i típicament en els supermercats s'utilitzen xarxes de computadores interconnectades els punts de les quals de venda constitueixen computadores especialitzades en el funcionament com a caixes registradores.

### Controlador fiscal
En gairebé tots els països de Llatinoamèrica els respectius governs han imposat des de fa uns anys sistemes obligatoris de controladors fiscals, que són microxips inviolables que s'agreguen als llocs de venda, o llocs de venda completament homologats que tenen la característica de registrar les transaccions efectuades, que poden ser revisades en qualsevol moment pels inspectors fiscals.
Existeixen dos tipus de controladors fiscals: les registradores i els impressors.

### Extensió de serveis
La incorporació de lectors de targetes magnètiques i la possibilitat d'interconnexió via Internet han permès l'evolució dels llocs de venda de petits comerços i supermercats, incorporant serveis propis d'una xarxa de cobraments global.
Així en molts països és comú que comerços com quioscos i supermercats possibilitin a través del seu lloc de venda el pagament de resums de targetes de crèdit, taxes de serveis públics, impostos, quotes de crèdits, etc.
Es poden utilitzar a preus molt accessibles, fent més rendible qualsevol negoci.